# Geschichte der Stadt Bern

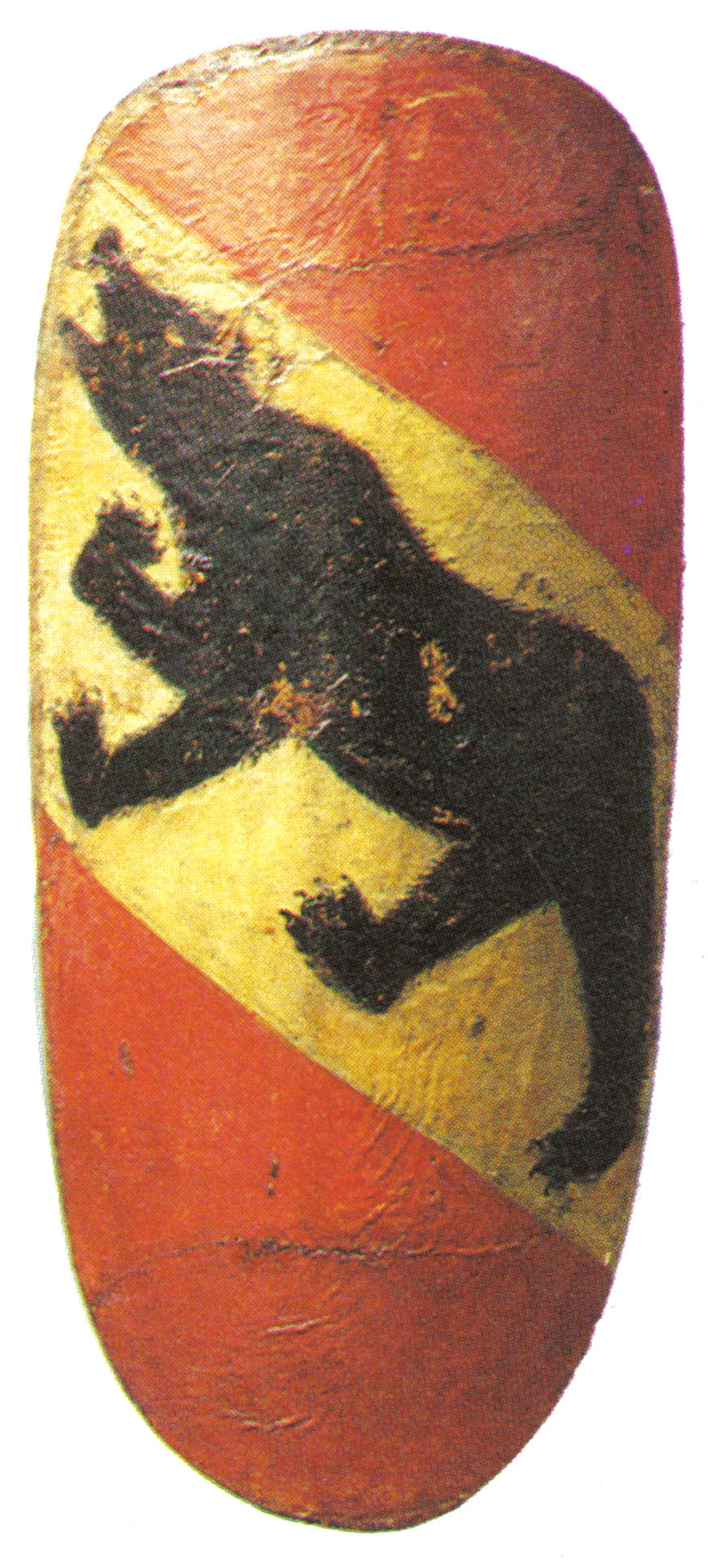
Berner Setzschild aus dem 14. Jahrhundert

Die Geschichte der Stadt Bern umfasst die Entwicklungen auf dem heutigen Gebiet der Stadt Bern von der ersten Besiedlung bis zur Gegenwart. Die Stadt Bern wurde erstmals 1208 erwähnt.

## Name

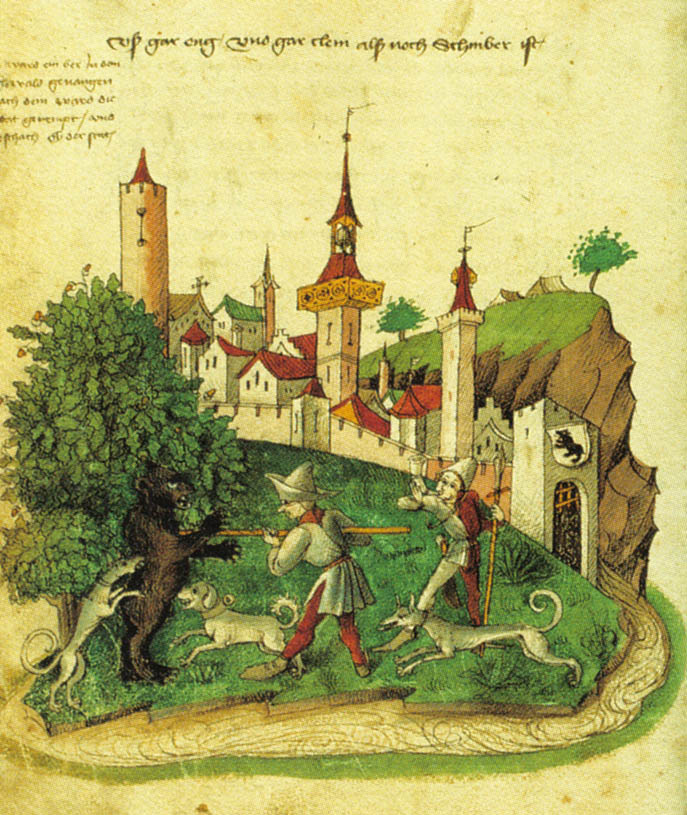
Tschachtlanchronik: Herzog Berchtold V. von Zähringen erlegt den Bären vor der Stadt Bern

Der Name der Stadt Bern ist erstmals in einer Urkunde vom 1. Dezember 1208 belegt. Für die Herkunft des Stadtnamens, die bis heute nicht geklärt ist, gibt es mehrere Erklärungen, die zum Teil auf alten Legenden und Interpretationen beruhen.
- Die bekannteste Legende ist die der Justingerchronik, laut der Stadtgründer Herzog Berchtold V. von Zähringen beschlossen habe, die Stadt nach dem ersten in den umliegenden Wäldern erlegten Tier zu benennen, das ein Bär gewesen sein soll.[1] Ein Zusammenhang zwischen Bär und Bern hat keine linguistische Grundlage, sondern ist eine Volksetymologie, die mit dem Bären im Berner Wappen illustriert wird.

- Als unhaltbar bezeichnet das Lexikon der schweizerischen Gemeindenamen etymologische Erklärungsversuche, die auf einer Herleitung aus dem Althochdeutschen oder Romanischen basieren. Der Name Bern wurde etymologisch sowohl auf die althochdeutschen Verben berja bzw. bern ‚schlagen‘ und bëran ‚tragen‘, die Wurzel war ‚Wehre‘, d. h. wehrhafte Burg, wie auch auf das romanische brena ‚Gebüsch, Gestrüpp, Wald‘ zurückgeführt.

- Im späten 19. Jahrhundert entstand die Theorie, der Name Bern beziehe sich auf die Stadt Verona, die deutsch Bern, im Mittelalter auch Welsch Bern genannt wurde. Der Stadtgründer Berchtold V. habe demnach Bern zum Andenken an die früher von den Zähringern besessene Markgrafschaft Verona benannt und ihr damit gleichzeitig den Namen seines Lieblingshelden der germanischen Sage, Dietrich von Bern, gegeben. Der Zusammenhang zwischen Bern und Verona wurde schon von Schreibern des Mittelalters hergestellt; einen Beleg liefert ein Dokument von 1332, das eine Stadt namens Verona in Üechtlanden erwähnt. Ein späterer Beleg findet sich in einer Handschrift aus dem dritten Viertel des 15. Jahrhunderts: »Do was Rom gestandn drew hundert funff vnd fünffzk jar Darnach ward ainer herr in Rom genant Prenius [Premus?] der was von purd ain swab der stifft dy stat pern dy do ligt zu end der etsch«.[2] Dass neugegründete Städte nach einstmals wichtigen Schwesterstädten benannt wurden, war im Mittelalter nicht unüblich. Die Herleitung des Namens der Stadt Bern von Verona wird bis heute vertreten, so auch im Ortsnamenbuch des Kantons Bern.[3][4]

- Der Fund der Berner Zinktafel auf der Engehalbinsel im Jahr 1984, scheint einen Ortsnamen Brenodor – aus dem keltischen Personennamen Brennos und keltisch duron ‚Tür, Tor, eingefriedeter Marktplatz‘, also ‚Marktflecken des Brenos‘ – zu belegen und wäre ein mit anderen Schweizer Städten, wie beispielsweise Solothurn und Winterthur, vergleichbarer Name. Eine direkte Herleitung des Namens Bern aus Brenodor ist jedoch lautlich nicht möglich.[5]

- Eine in neuerer Zeit von Wulf Müller vorgeschlagene und vom Lexikon der schweizerischen Gemeindenamen favorisierte These ist die Rückführung auf das keltische, aus dem Mittelirischen bezeugten Wort *berna in der Bedeutung ‚Kluft‚ Schlitz‘. Es könnte als Orts- oder Flurname eine bestimmte Stelle oder einen Aareabschnitt bezeichnet haben und, nachdem es von einer galloromanischsprachigen Bevölkerung weiterverwendet worden wäre, ins Deutsche entlehnt worden sein.[6]

## Wappen
Der Bär als Wappentier Berns ist bereits für das 13. Jahrhundert belegt, sowohl auf Münzen wie auch auf einem Siegel von 1224, das einen schräg aufwärts schreitenden Bären mit erhobener linker Vordertatze zeigt. Das erste Wappen Berns soll gemäss Justingerchronik einen schwarzen, nach (heraldisch) rechts aufwärts schreitenden Bären auf silbernem Hintergrund gezeigt haben. In den alten Chroniken wird es dementsprechend für die früheste Berner Geschichte dargestellt. Die Änderung zum heutigen Wappen dürfte bereits Ende des 13. Jahrhunderts erfolgt sein. Die älteste Beschreibung des heutigen Berner Wappens liefert das kurz nach 1375 entstandene in der Justingerchronik überlieferte Guglerlied, die erste farbige Darstellung ein Setzschild aus dem späten 14. Jahrhundert.
Bei der Trennung von Stadt und Kanton Bern 1831 wurde das Berner Wappen sowohl das Wappen des Kantons wie der Stadt Bern, seit 1944 ist es auch das Wappen des Amtsbezirks Bern. Die Blasonierung lautet: «In Rot ein goldener Rechtsschrägbalken, belegt mit einem schreitenden schwarzen Bären mit roten Krallen». Es gilt als selbstverständlich, dass der Bär männlich sein muss, und dass sein geöffneter Rachen mit der ausgeschlagenen Zunge die Wehrhaftigkeit zu betonen hat. Das Wappen der Stadt trägt als Unterscheidungsmerkmal eine in der Blasonierung nicht erwähnte Mauerkrone.

## Frühe Geschichte und Frühmittelalter

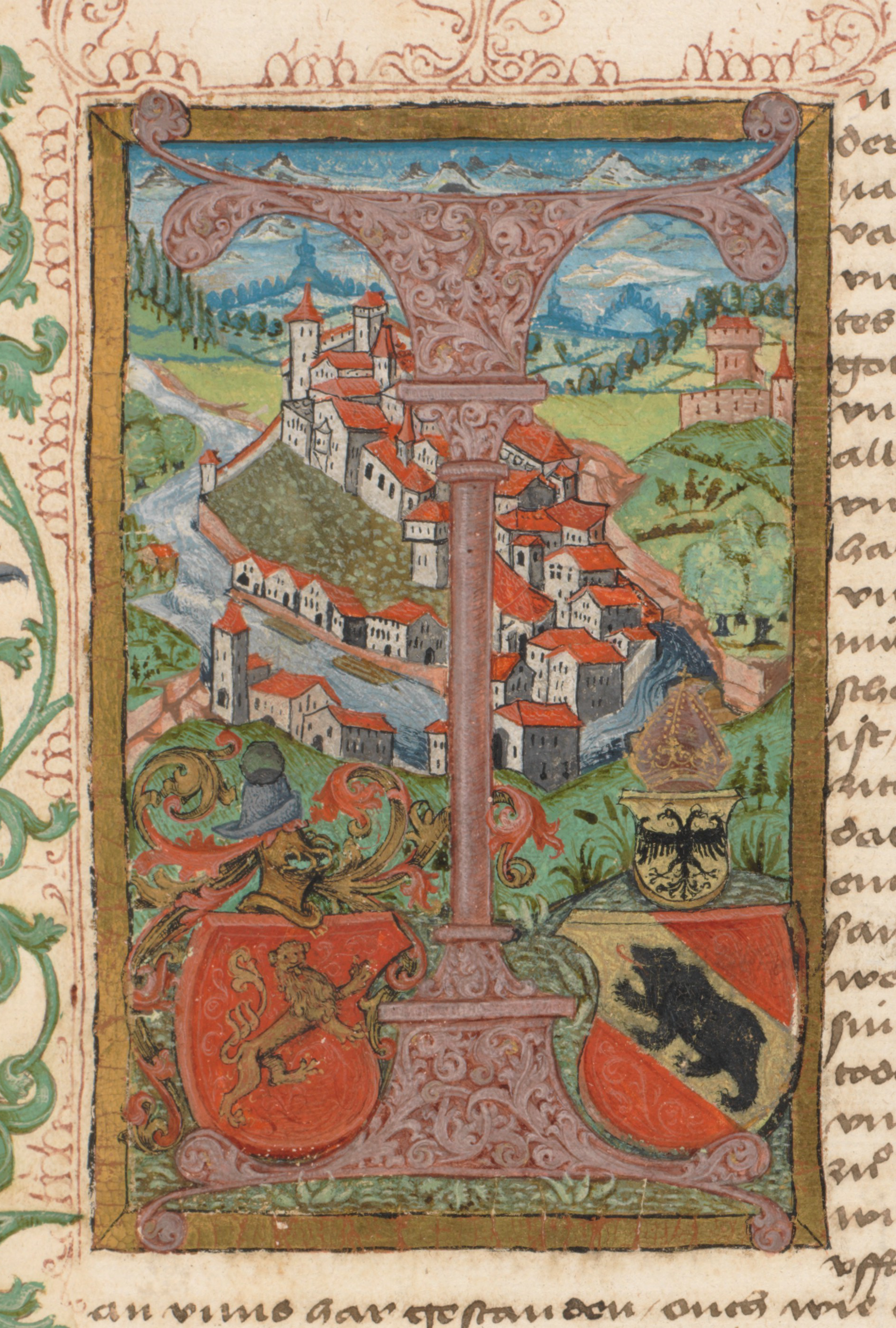
Initiale aus der Spiezer Chronik von Diebold Schilling d. Ä. von 1485

Das Gebiet der Stadt Bern war spätestens seit der La-Tène-Zeit besiedelt. Die älteste nachgewiesene Siedlung war eine wahrscheinlich seit der zweiten Hälfte des 2. Jahrhunderts v. Chr. befestigte grosse keltische Siedlung auf der Engehalbinsel. Sie dürfte eines der zwölf von Julius Cäsar erwähnten Oppida der Helvetier gewesen sein.
In römischer Zeit bestand auf der Engehalbinsel ein gallo-römischer Vicus, der, nach den Münzfunden, zwischen 165 und 211 n. Chr. aufgegeben wurde. Daneben sind drei römische Gutshöfe nachgewiesen, der grösste aus dem 2. und 3. Jahrhundert im heutigen Bümpliz.
Für das Frühmittelalter sind zahlreiche Gräberfelder, die nahegelegene Siedlungen vermuten lassen, nachgewiesen, in Bümpliz über dem römischen Gutshof eine Mauritiuskirche aus dem 7. bis 9. Jahrhundert und aus der Zeit des hochburgundischen Königreichs im 9. und 10. Jahrhundert ein Königshof mit einer hölzernen Wehranlage, aus dem das heutige Alte Schloss hervorgegangen ist. Eindeutige Hinweise auf eine Besiedlung des Gebietes der heutigen Altstadt fehlen für das frühe Mittelalter.

## Stadtgründung und Hochmittelalter

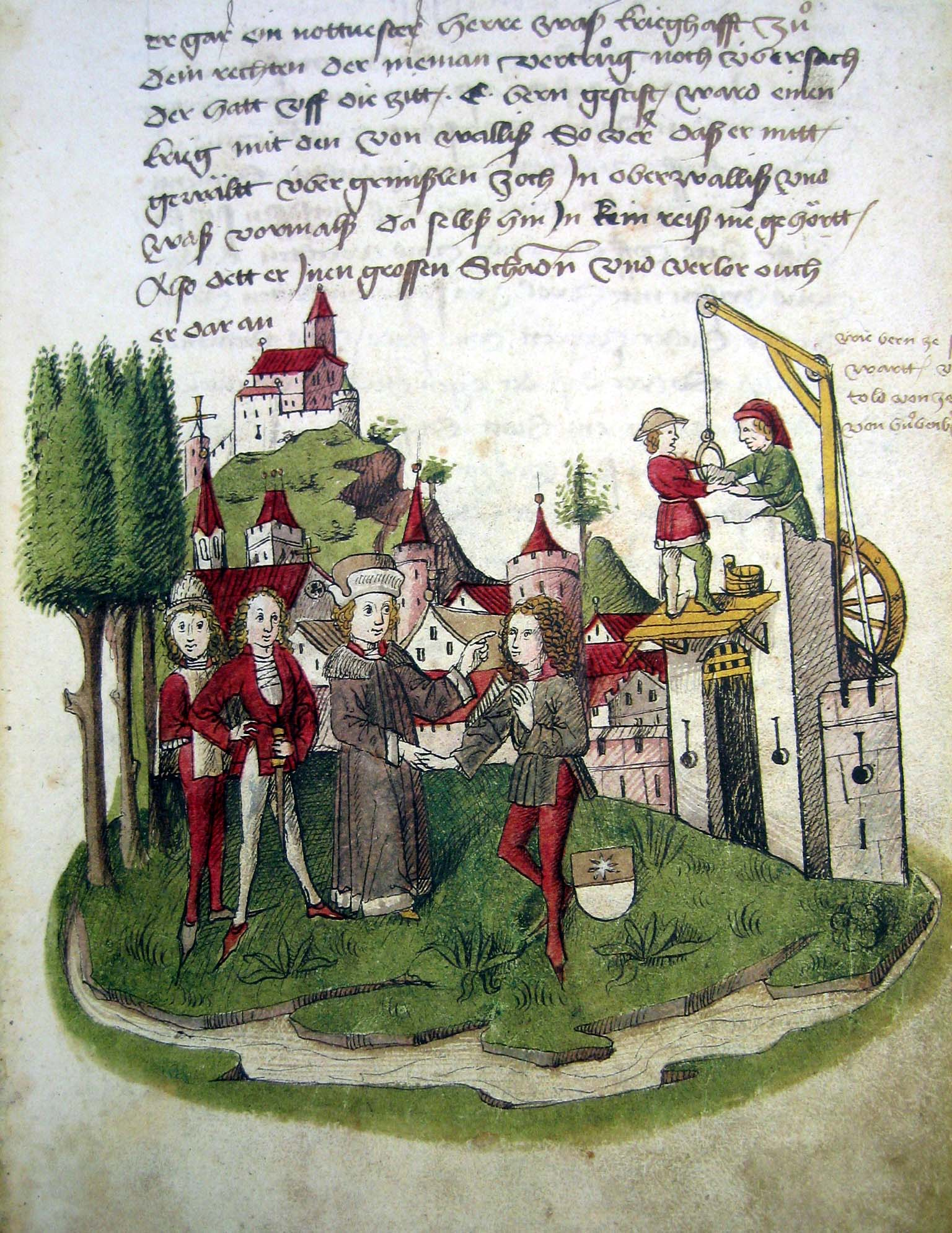
Aus der Tschachtlanchronik: Gründung der Stadt

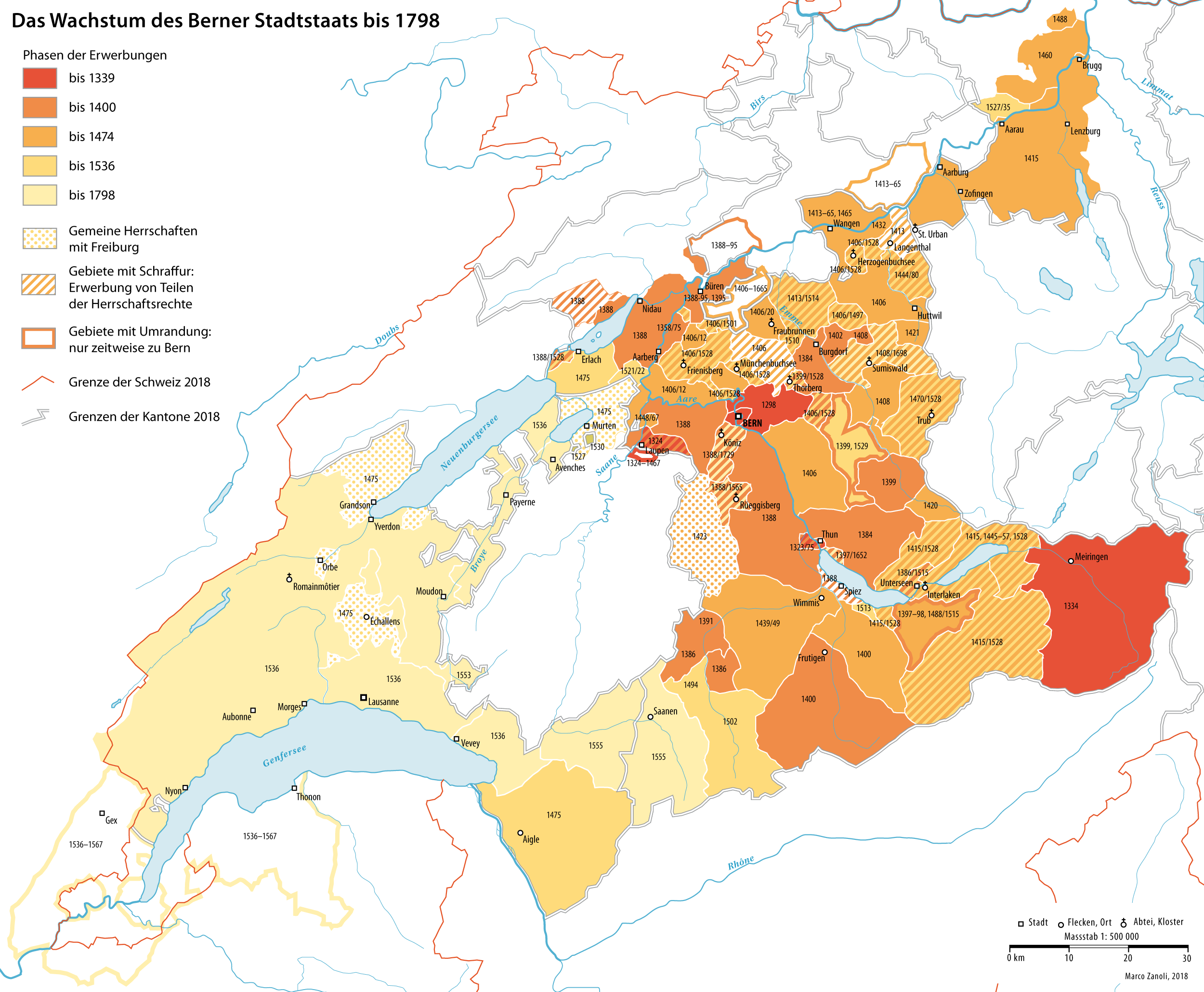
Wachstums des Territoriums bernischen Stadtstaats bis 1798

Ende des 12. Jahrhunderts erfolgte die Gründung der heutigen Stadt Bern im Knie der Aarehalbinsel durch Herzog Berchthold V. von Zähringen, Rektor Burgunds, nachdem sein Vorgänger Berchthold IV. an der Spitze der Halbinsel bereits die Burg Nydegg zum Schutz des dortigen Aareübergangs errichtet hatte. Neuere archäologische Untersuchungen im Bereich der Gründungsstadt und der Burg Nydegg lassen allerdings den Schluss zu, Burg und Stadt seien gleichzeitig im späten 12. bzw. frühen 13. Jahrhundert gegründet worden. Die Cronica de Berno gibt als Gründungsjahr 1191 an. Beim momentanen Stand der Forschung gibt es keinerlei Siedlungsspuren auf der Aarehalbinsel, die in die Zeit vor das späte 12. Jahrhundert datiert werden können.
Nach dem Aussterben der Zähringer wurde Bern laut der Goldenen Handfeste 1218 Freie Reichsstadt. Aufgrund der Handfeste besass Bern das Recht auf eigene Münzen, Masse und Gewichte und eine eigene Gerichtsbarkeit. König Rudolf I. von Habsburg bestätigte 1274 Berns Reichsfreiheit, legte der Stadt aber eine Reichssteuer auf, zu der nach der Niederlage an der Schosshalde 1289 noch eine Busse hinzukam. Als Schutz gegen die Grafen von Kyburg, die die Zähringer beerbt hatten, wählte Bern die Schirmherrschaft Savoyens. Mit dem Sieg gegen die durch Kauf an Habsburg gelangte Stadt Freiburg bei «Dornbühl» 1298 setzte Berns Territorialpolitik ein.
Im frühen 14. Jahrhundert dehnte Bern seinen Herrschaftsbereich vornehmlich durch Kauf und Pfandschaften kleinerer Städte und Brückenköpfe weiter aus. Nachdem Bern das habsburgische Freiburg im Gümmenenkrieg 1334 besiegt hatte, erfolgte eine erste Ausdehnung ins Oberland. 1339 errangen die Berner im Laupenkrieg dank der Unterstützung der Eidgenossen einen wichtigen Sieg gegen die umliegenden Adelshäuser und legten damit den Grundstein für den Aufstieg zum Stadtstaat. Das bereits seit 1323 bestehende und 1341 erneuerte Bündnis mit den Innerschweizer Waldstätten wurde 1353 mit dem unbefristeten Beitritt zur Eidgenossenschaft besiegelt. Das Hoheitsgebiet Berns wuchs nach dem Beitritt zur Eidgenossenschaft, an deren Expansion die Stadt sich beteiligte, beträchtlich, nicht nur durch Eroberungen, sondern auch durch Burgrechte, Bündnisse, Käufe, Pfandschaften und Schaffung wirtschaftlicher Abhängigkeiten und machte die Stadt Bern zum wichtigsten Machtfaktor im westlichen Mittelland. Die Teilnahme an den Burgunderkriegen 1474 bis 1477 brachte Bern dann erste Landgewinne in der Waadt. Seit dem 15. Jahrhundert verstand die Stadt Bern sich als Staat.
Die Zusammensetzung der Oberschicht änderte sich im 14. und 15. Jahrhundert ebenfalls. Zahlreiche landadlige Familien liessen sich in der Stadt nieder, ältere Kaufmannsgeschlechter wurden geadelt, Handwerkern gelang der Aufstieg ins Junkertum und auch die Bedeutung der nichtadligen Kaufleute und Notabeln nahm zu.
Am 14. Mai 1405 war in der Brunngasse ein Grossbrand ausgebrochen, der über 600 Häuser zerstörte und mehr als hundert Opfer forderte.

## Ausbau des Herrschaftsgebietes im Spätmittelalter
Im 15. Jahrhundert wuchs das Herrschaftsgebiet Berns besonders auf Kosten der umliegenden Mächte (Habsburg, Neu-Kyburg, Savoyen) und deren Adelsfamilien und wurde bis zur Reformation zum Territorialstaat. „Viel nachdrücklicher als Zürich etwa, als Nürnberg oder Ulm oder andere schwäbische und fränkische Reichsstädte, nutzte Bern in der adelsreichen Landschaft Burgunds regionale Bündnisse und andere Formen der Landessicherung, kaufte Rechte, erwarb Pfandschaften und Lehen und konnte nicht zuletzt auch sehr erfolgreich auf bewaffnete Selbsthilfe zum Ausbau seiner Landesherrschaft zurückgreifen.“
Nur ein Teil des Herrschaftsgebietes wurde militärisch erobert, so der vormals habsburgische Aargau 1415. Die Schwächen benachbarter Herrschaften ermöglichten andere Erwerbungen durch Kauf: Aarberg 1377/1379, Thun und Burgdorf 1384. Diese Kleinstädte öffneten den Zugang zum Oberland und zum Emmental. Ebenso wichtig wurden Beziehungen zu Personen (Ausburger) und Institutionen, die durch Udel an die Stadt gebunden wurden. „Entscheidend sind hier die Aufnahme von Ausburgern, der Abschluss von Burgrechts- und Schirmverträgen sowie die Pfandschafts- und Kreditpolitik.“
„Vor allem die in den Udelbüchern aufgezeichneten Ausbürgeraufnahmen dokumentieren die städtische Herrschaftsbildung auf dem Land in einer Weise, wie sie für keine andere spätmittelalterliche Stadt nördlich der Alpen überliefert ist“. Dies führte in Bern dazu, dass im Spätmittelalter zwei Drittel der Bürger nicht in der Stadt ansässig waren, sondern als Ausburger auf dem Land. Sie waren udelpflichtig, besaßen aber das volle Bürgerrecht und konnten in den Rat und in Ämter gewählt werden. Allerdings wurden die Bedingungen im Laufe des 15. Jahrhunderts erschwert, und die regierende Oberschicht begann sich abzuschließen.
Die Herrschaftsintensivierung durch den Rat und seine Verwaltung (Zwing und Bann) betraf die Einberufung lokaler Gerichtstage, das Aufgebot von Truppen, die Harnischschau (Waffenkontrolle), öffentliche Transporte (Fuhrungen) und die Erhebung von Steuern (Tellen). Die Niedere Gerichtsbarkeit lag zum Teil bei adligen Grundherren, den sog. Twingherren, auch bei Landstädten und geistlichen Gemeinschaften. Die sozialen Spannungen zwischen Adel und Zünften entluden sich im Twingherrenstreit 1469/1471. Erst in der Reformation 1528 wurde durch Einziehung des kirchlichen Besitzes ein rechtlich einheitlicher Raum geschaffen; statt Herrschaft über Leute eine solche über das Territorium.

## Frühe Neuzeit
Dass Lutherschriften in grossen Sendungen von Basel nach Bern kamen, ist für den Herbst 1518 bezeugt, schreibt der Historiker Hans von Greyerz. Der Schultheiss Jakob von Wattenwyl (1466–1525) und der reiche Kaufmann Bartholomäus May (1446–1531) waren erste Kritiker der kirchlichen Verhältnisse und Wortführer einer Reformation. Der Leutpriester und Münsterchorherr Berchtold Haller (1490/94–1536) begann ab 1523 evangelische Predigten zu halten, und der Künstler Niklaus Manuel (um 1484–1530) inszenierte Fastnachtspiele, die die katholische Kirche offen kritisierten. Im Rat gab es 1526 eine reformierte Mehrheit, dieser setzte für Januar 1528 eine Disputation an. Es nahmen 450 bis 800 Personen daran teil, die Ratsherren und Geistlichen des Standes Bern, eine Delegation mit Huldrych Zwingli aus Zürich und Vertreter der eidgenössischen Stände und oberdeutscher Städte. Im Februar 1528 setzte sich die von der Stadt, nicht aber der Landschaft unterstützte Reformation unter dem Reformator Berchtold Haller in Bern durch.
1532 konnte die Reformation im „Berner Synodus“ bestätigt und konsolidiert werden. Mit der Eroberung der Waadt 1536 wurde Bern der grösste Stadtstaat nördlich der Alpen, was die Durchsetzung der Reformation in der Westschweiz begünstigte.
Hatte sich die bernische Oberschicht im Spätmittelalter durch die Offenheit, die es den wirtschaftlich Erfolgreichen erlaubte, innert kurzer Zeit in die politischen Ämter einzutreten, ausgezeichnet, so kapselte sich das Patriziat in der frühen Neuzeit immer mehr ab, die Gemeindeversammlung wurde immer seltener einberufen, immer weniger Familien erhielten Zugang zu politischen Ämtern. Diese bildeten einen eigentlichen Magistratenstand, der sich ausschliesslich auf die Staatsgeschäfte ausrichtete, was sonst nirgends in der alten Eidgenossenschaft der Fall war.

## 17. und 18. Jahrhundert

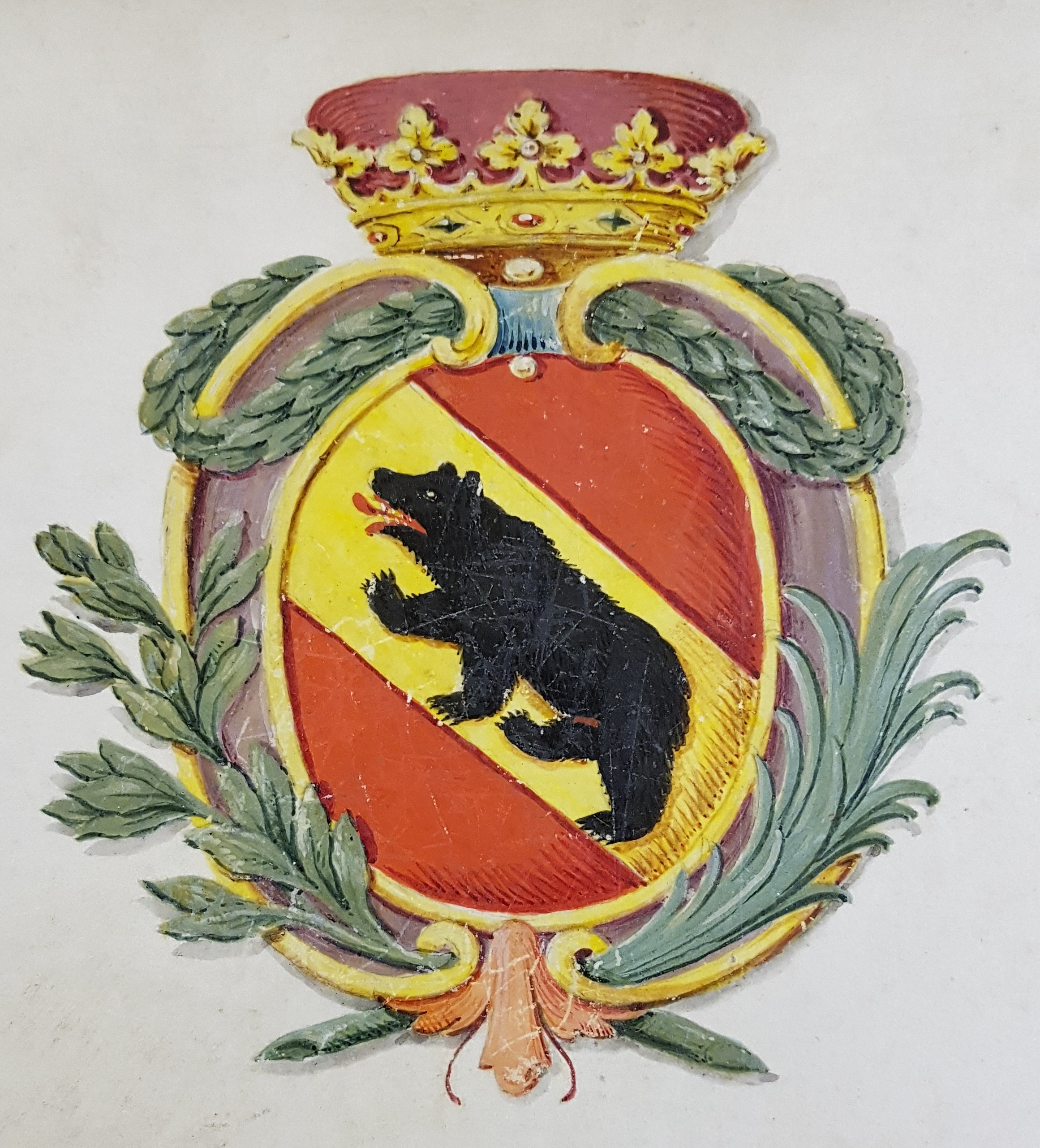
Wappen der Stadt und Republik Bern (Titelblatt der Standesrechnung von 1790, Staatsarchiv Bern).

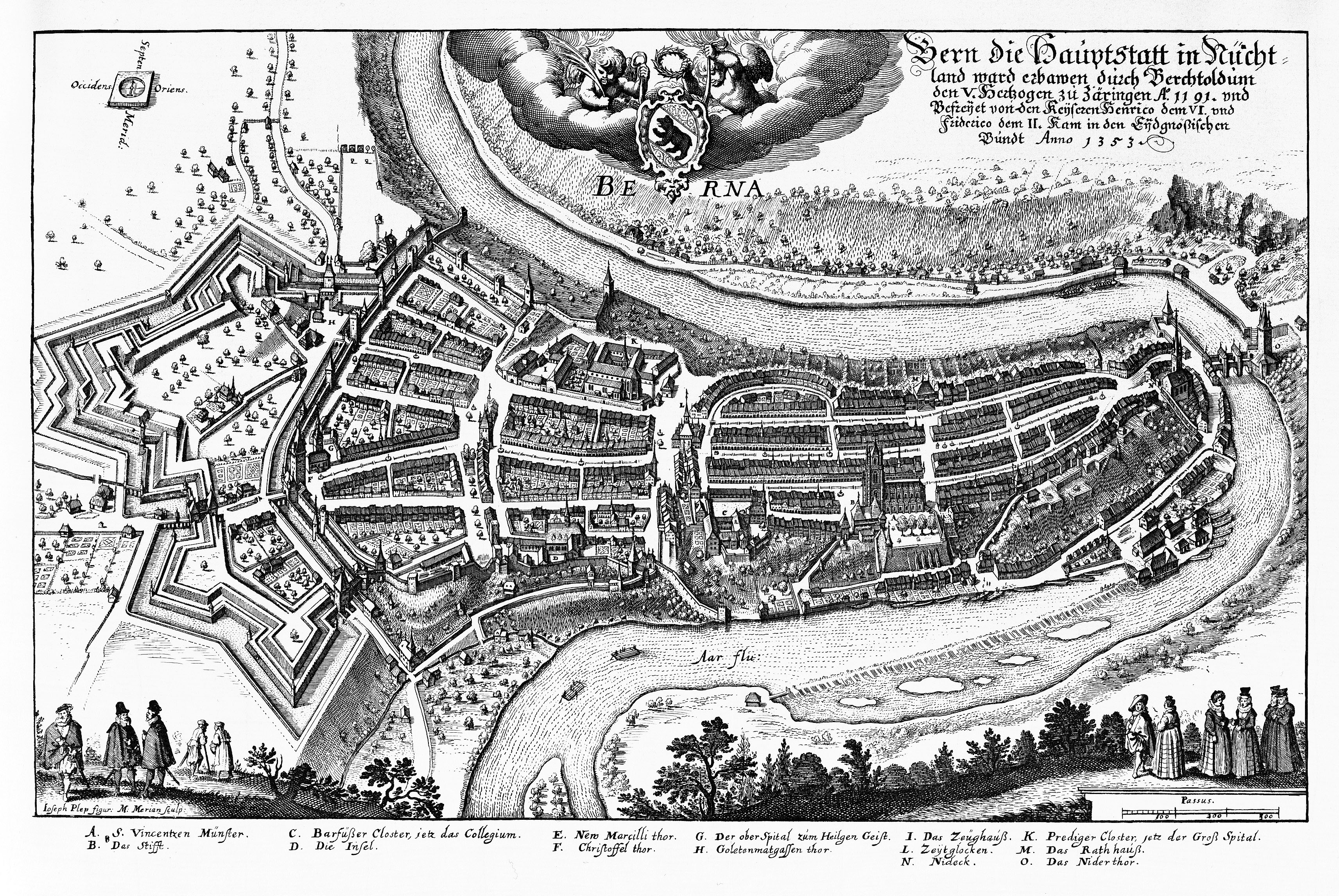
Bern um 1638, Merian-Stich,
links im Bild die Schanzen

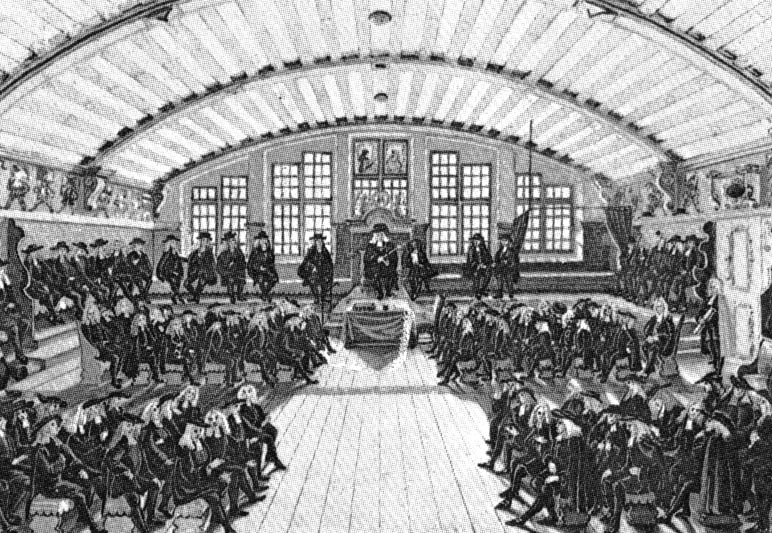
Der Grosse Rat 1735

1648 erhielt Bern im Westfälischen Frieden die volle staatliche Souveränität und löste sich endgültig vom Reich. Mitte des 17. Jahrhunderts war die Neudefinition des Bürgerrechts in der Stadt abgeschlossen. Neuzuzüger konnten sich nur noch als Ewige Einwohner niederlassen. Damit war die Grundlage für das aristokratische Regierungssystem, in dem sich nur wenige Familien die einträglichen Ämter teilten, geschaffen. Die Zahl der regimentsfähigen Familien verkleinerte sich von 540 Mitte des 17. Jahrhunderts auf 243 Ende des 18. Jahrhunderts. Die Gemeindeversammlung wurde überhaupt nicht mehr einberufen, Grundeinheiten der bernischen Burger wurden die Zünfte, denen auch das Armenwesen oblag.
Trotz des Macht- und Gebietszuwachses blieb die mittelalterliche oligarchische Regierungsform des Ancien Régimes bis Ende des 18. Jahrhunderts bestehen: Der Grosse Rat hatte als nominell höchste Entscheidungsinstanz stets mindestens 200 und höchstens 300 Mitglieder; war die Zahl der Grossräte unter 200 gesunken, so fanden die Neuernennungen durch Wahlabsprachen – nach 1683 nur noch etwa alle zehn Jahre – in der Woche vor Ostern statt. Mitglieder des Grossen Rates bildeten den Kleinen Rat, die eigentliche Regierung. An der Spitze stand der «regierende» Schultheiss, der nach einem Jahr – am Ostermontag, dem Höhepunkt des politischen Lebens in Bern – vom «stillstehenden» Schultheissen abgelöst wurde.
Politisch gärte es im 18. Jahrhundert auch in der Republik Bern. 1723 kam es in der Waadt zur Revolte von Major Davel gegen die Berner Herrschaft, die ebenso wenig Erfolg hatte wie der besonders im Ausland vielbeachtete, als Henzi-Verschwörung bezeichnete Versuch einer Gruppe von Bernburgern unter Samuel Henzi von 1749, der Alleinherrschaft der wenigen regierenden Patrizierfamilien ein Ende zu setzen. Am 27. Januar 1798 marschierten französische Truppen ins Berner Waadtland ein und drangen in der Folge immer weiter in die Schweiz vor. Bern musste sich, nachdem die Regierung bereits kapituliert hatte, trotz heftigen Widerstandes nach der Schlacht am Grauholz Anfang März geschlagen geben. Frankreich liess nicht nur das gesamte Staatsvermögen der Republik Bern beschlagnahmen (ursprünglich 6 Millionen Francs in bar und 18 Millionen in Schuldverschreibungen), sondern auch die Berner Bären, die in der Stadt seit 1480 sporadisch und seit 1764 dauerhaft gehalten worden waren, nach Paris bringen. Ausserdem verlor Bern die vorher abhängigen Gebiete Waadtland und Aargau, die mit der Mediationsakte 1803 unabhängige Kantone wurden, sowie zeitweise das Berner Oberland.

## Frühes 19. Jahrhundert – Restauration und Regeneration
1815 erhielt Bern im Zuge der Restauration, mit der das alte Herrschaftssystem wieder eingeführt wurde – so stellten die Patrizier der Stadt Bern 200 der 299 Grossräte des Kantons – neben Zürich und Luzern den Status eines Vorortes und diente im Zweijahresrhythmus wechselnd als Regierungssitz des Staatenbundes. 1804 war das Vermögen zwischen Stadt und Kanton Bern, das bis dahin wie die Verwaltung nicht geschieden war, in der sogenannten Dotationsurkunde aufgeteilt worden. Am 14. Januar 1831, im Zuge der Regeneration, dankte die Patrizierregierung ab und machte den Weg zu Wahlen im Kanton frei, die von den Liberalen deutlich gewonnen wurden. Mit der Verfassung von 1831 wurde der Vorrang der Stadt Bern, die Kantonshauptort wurde, im Kanton aufgehoben. 1832 wurde neben der Burgergemeinde neu die Einwohnergemeinde, in der alle ansässigen Bürger mit einem Mindestvermögen stimmberechtigt waren, geschaffen. Am 5. September 1832 erklärte die Kantonsregierung die Verfassung der Stadt Bern für aufgehoben und den Stadtrat für abgesetzt. Auch in der neuen Einwohnergemeinde behielten Patriziat und Burger allerdings die Mehrheit. In den folgenden Jahrzehnten blieb die Stadt Bern konservativ regiert und stand damit im Gegensatz zum freisinnigen Kanton.

## Spätes 19. Jahrhundert
Erst 1886 wurde die konservative Mehrheit in Stadtparlament und -regierung durch eine freisinnige abgelöst – 1888 wurde der Führer der Freisinnigen, Eduard Müller, der 1895 Bundesrat werden sollte, zum Stadtpräsidenten gewählt. 1887 wurde die Gemeindeversammlung abgeschafft und stattdessen die Urnenwahl und -abstimmung eingeführt. Die Regierung bestand nun aus dem Stadtpräsidenten und drei haupt- und fünf nebenamtlichen, bezahlten Gemeinderäten, das Parlament aus 80 Stadträten.
Die Arbeiterschaft Berns hatte sich seit Gründung der sogenannten Ersten Internationalen von 1864 in verschiedenen Vereinen organisiert. Sieben lokale Gewerkschaften riefen im Sommer 1875 die Arbeiter-Union Bern ins Leben. Die Union wird im Juni 1878 formell in die Sozialdemokratische Partei Bern umgewandelt, nachdem sie unter diesem Namen bereits – ohne Sitzgewinn – zu den Grossratswahlen vom Mai 1878 angetreten war. Die Zeitung Berner Tagwacht, die bis 1997 weiter bestand, wurde 1893 gegründet, im Jahr des Käfigturmkrawalls, einem Arbeiteraufstand, der mit Hilfe eidgenössischer Truppen niedergeschlagen wurde. Im Mai 1895 führte die Stadt Bern, allerdings erst im zweiten Anlauf, als eine der ersten Gemeinden der Schweiz den Proporz für die Gemeindewahlen ein. Im gleichen Jahr wurde Gustav Müller als erster Sozialdemokrat in den Gemeinderat gewählt; 1899 sassen bereits zwei Vertreter der Sozialdemokraten in der Berner Stadtregierung.

## Bern als Bundesstadt

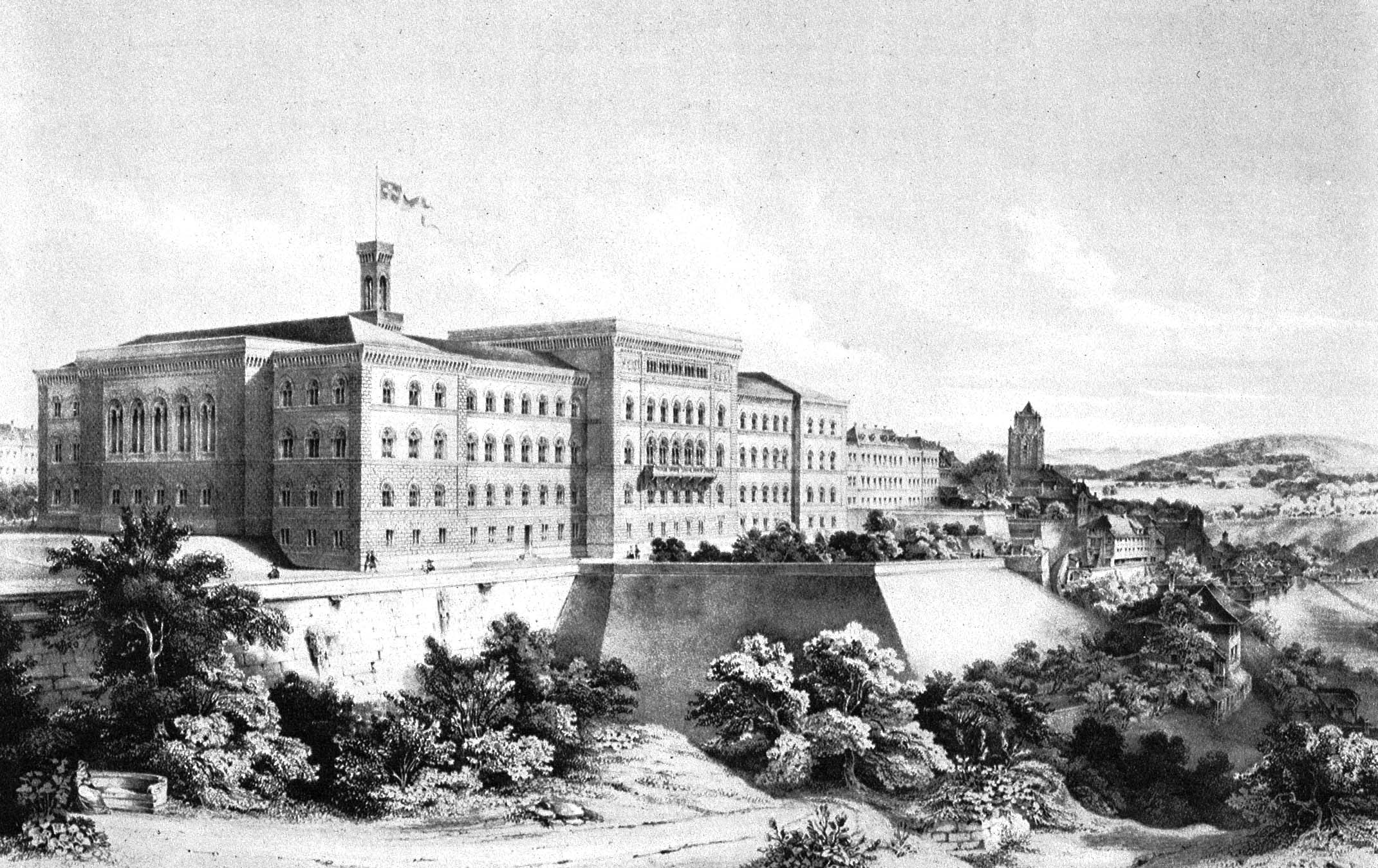
Das erste Bundesrathaus von 1857, heute Bundeshaus West

Die Gründung einer Hauptstadt der 1848 zum Bundesstaat vereinten Schweiz warf zahlreiche Fragen auf. Den Widerständen gegen eine zentrale Hauptstadt wurde dadurch Rechnung getragen, dass statt einer Hauptstadt lediglich eine Bundesstadt als Sitz von Bundesregierung, Bundesversammlung und Bundesverwaltung gewählt werden sollte. Die Wahl der Bundesversammlung fiel – trotz der als ungenügend erachteten Infrastruktur – auf Bern. National-, Stände- und Bundesrat tagten in drei verschiedenen Gebäuden in der Stadt, bevor das erste sog. Bundesrathaus 1857 eingeweiht und 1892 und 1902 ergänzt wurde, bis es seine heutige Form erhielt.
Als Bundesstadt wurde Bern auch attraktiv für Internationale Organisationen, die jedoch, mit einer Ausnahme, ihren Hauptsitz heute nicht mehr in Bern haben. 1868 wurde Bern Sitz der drei Jahre vorher in Paris gegründeten Internationalen Telegraphenunion (seit 1934 Internationale Fernmeldeunion (ITU)), der vielleicht ersten internationalen Vereinigung überhaupt. Am 9. Oktober 1874 wurde in Bern der Allgemeine Postverein von 22 Staaten gegründet, 1878 wird er in Weltpostverein umbenannt und 1947 eine Sonderorganisation der Vereinten Nationen, der Hauptsitz blieb in Bern. Die Verhandlungen zur Vereinheitlichung der technischen Mindestvoraussetzungen für den internationalen Eisenbahnverkehr wurden von 1882 bis 1886 in Bern geführt, der Technische Einheit im Eisenbahnwesen (TE) genannte Staatsvertrag, der 1887 in Kraft trat, enthält unter anderem eine Bestimmung, die als Berner Raum bezeichnet wird. 1886 wurde die Berner Übereinkunft zum Schutz von Werken der Literatur und Kunst in Bern unterzeichnet; 1893 entstand daraus das Internationale Büro für geistiges Eigentum mit Sitz in Bern, die Vorgängerorganisation der World Intellectual Property Organization (WIPO). Auch die Ligue internationale de la Paix und die Interparlamentarische Union, die mit Friedensnobelpreisen geehrt wurden, hatten ihren Sitz in Bern.

## 20. und 21. Jahrhundert
1914 fand die Landesausstellung in Bern statt, die trotz des Beginns des Ersten Weltkrieges und Mobilmachung von rund 3,2 Millionen Personen besucht wurde und mit einem Einnahmenüberschuss von fast 35 000 Franken abschloss. Gefeiert wurde auch die Eröffnung der Lötschberg-Linie, mit der Bern an die Nord-Süd-Verbindung über die Alpen angeschlossen wurde.
1918 wurde die Kunsthalle mit einem Überblick über das Berner Kunstschaffen eröffnet. Im bereits seit 1879 bestehenden Kunstmuseum waren schon 1910 Arbeiten von Paul Klee ausgestellt worden. Im gleichen Jahr, dem Jahr des Landesstreiks, erlangten die Sozialdemokraten erstmals die absolute Mehrheit in Stadt- und Gemeinderat und sie konnten mit Gustav Müller von 1918 bis 1920 den Stadtpräsidenten stellen. In diese Zeit fällt mit der Eingliederung von Bümpliz ins Berner Gemeindegebiet von 1919 die einzige Eingemeindung der Geschichte Berns.
Nach 1920 folgte eine Phase, in der meist eine knappe bürgerliche Mehrheit in Stadt- und Gemeinderat bestand; die Freisinnigen und die neu gegründete Bernische Bauern- und Bürgerpartei stellten abwechselnd den Stadtpräsidenten. Mit Eduard Freimüller wurde erst 1958 erneut ein Sozialdemokrat Stadtpräsident. 1966 folgte ihm der sehr populäre Reynold Tschäppät, der 1979 im Amt verstarb, und nach dem mit Werner Bircher wieder ein Freisinniger das Stadtpräsidium übernahm.
Seit 1968 sind Frauen in der Gemeinde Bern stimm- und wahlberechtigt, 1988 wurde das Stimm- und Wahlrechtalter von 20 auf 18 Jahre gesenkt.
Eine kulturelle Blütezeit erlebte Bern in den 1960er Jahren. In den Klein- und Kellertheatern wurden Stücke zeitgenössischer Autoren aufgeführt, die Mundart wurde mit Kurt Marti, der als Pfarrer an der Nydeckkirche amtete, und den Berner Chansons der Berner Troubadours, Berner Trouvères und Mani Matter neu belebt. Unter Harald Szeemann wurde die Kunsthalle zu einem Ausstellungsforum der Avantgarde, so erhielt der Künstler Christo 1968 anlässlich des 50-jährigen Bestehens der Kunsthalle erstmals Gelegenheit, ein Gebäude zu verpacken. Die Ausstellung When Attitudes become Form im Jahr danach bewegte die Gemüter der Berner dann allerdings so stark, dass sie zum Weggang Szeemanns von Bern führte.
Als Ergebnis der 68er-Jugendbewegung, die in Bern keine dem Zürcher Globuskrawall vergleichbare Heftigkeit hatte, wurden die Gaskessel des stillgelegten Gaswerkes als Jugendzentrum umgenutzt. Die 1980er-Jugendunruhen, die von Zürich ausgehend die meisten Schweizer Städte erfassten, führten in Bern zur Umnutzung der zentral gelegenen Reitschule, die schon nach ihrer Eröffnung 1897 ein gesellschaftliches Zentrum Berns gewesen war, als alternatives Kulturzentrum und zur Einrichtung der Dampfzentrale als weiteres Kulturzentrum. Auch das aus der Hausbesetzerszene hervorgegangene alternative Wohnprojekt Zaffaraya besteht weiter.
Bei den Gemeindewahlen von 1992 gewann das Wahlbündnis «RotGrünMitte» (RGM) die Mehrheit in Stadt- und Gemeinderat, zudem gehörten der Stadtregierung erstmals mehr Frauen als Männer an. Die sozialdemokratische Partei konnte mit Klaus Baumgartner das Stadtpräsidium zurückerobern, von 2005 bis 2016 war dann Alexander Tschäppät Berner Stadtpräsident, ebenfalls Sozialdemokrat und Sohn von Reynold Tschäppät; ihm folgte mit Alec von Graffenried der erste Grüne. Währenddessen wuchs die linksgrüne Mehrheit in den städtischen Institutionen kontinuierlich, so dass ein Artikel der NZZ 2019 Bern als «die linkeste Grossstadt der Schweiz» bezeichnete. Seit 2025 wird das Stadtpräsidium mit der Sozialdemokratin Marieke Kruit erstmals von einer Frau geführt.
Ansonsten wurde Beginn des 21. Jahrhunderts geprägt durch die Realisierung der Erneuerung des Berner Bahnhofs und die Euro 08. Weiterhin gab es im Oktober 2007 in der Innenstadt schwere Krawalle anlässlich einer Demonstration gegen die rechtsgerichtete SVP.
2015 wurde Bern der Ehrentitel „Reformationsstadt Europas“ durch die Gemeinschaft Evangelischer Kirchen in Europa verliehen.

## Stadtentwicklung

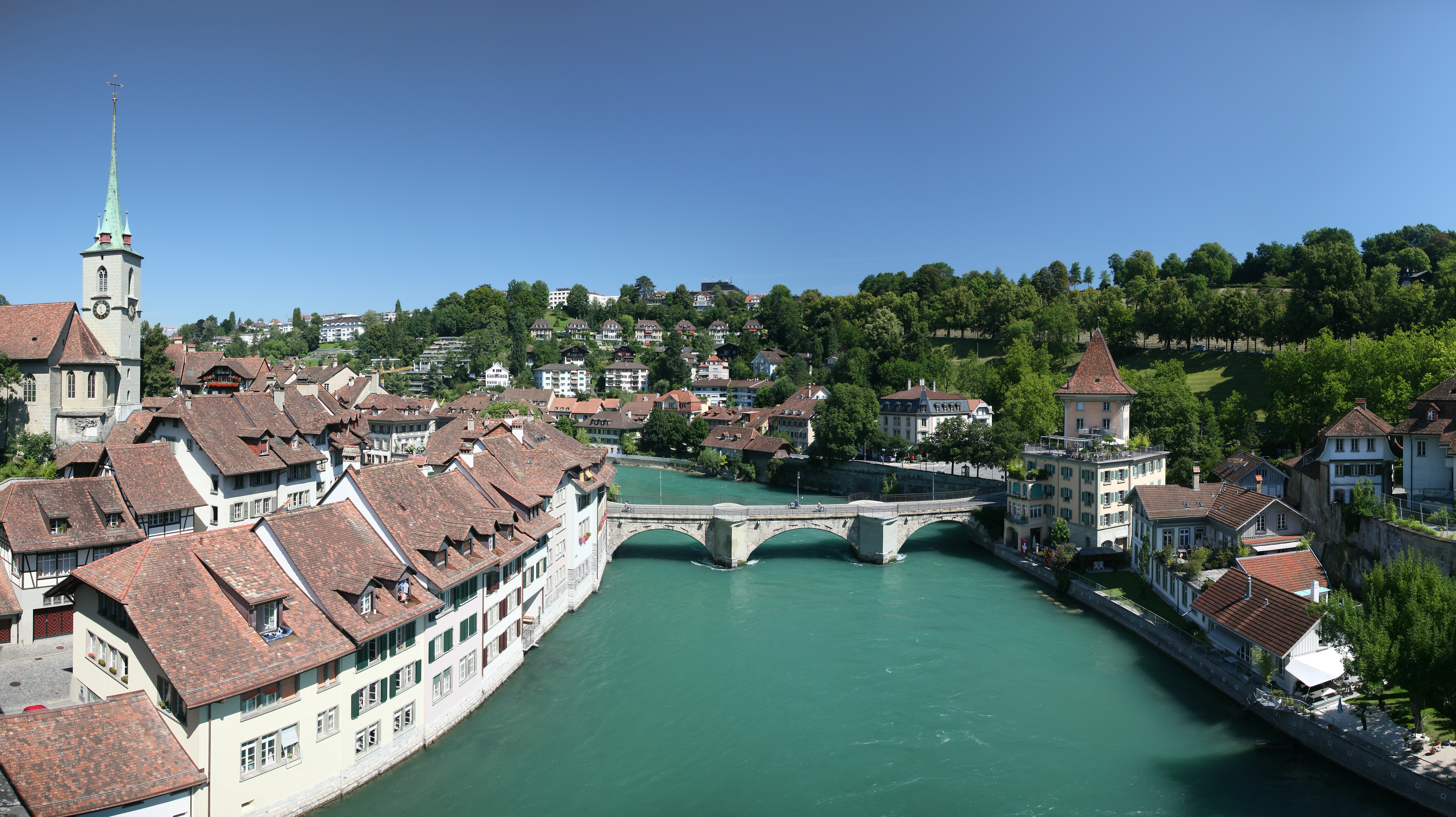
Blick auf die Stadt Bern von der Nydeggbrücke

Die hochmittelalterliche Gründungsstadt war in drei Längsachsen gegliedert mit der heutigen Kram- und Gerechtigkeitsgasse als Hauptachse. Sie diente nicht nur als Hauptverkehrsachse, sondern auch als Marktplatz und Gerichtsort. Daher hatte diese Gasse von Anfang an ihre heutige Breite. In der Gassenmitte verlief der offene Stadtbach, der das Brauchwasser lieferte, das Trinkwasser wurde ab dem 14. Jahrhundert aus mit Druckwasser gespeisten Brunnen in der Gassenmitte geschöpft. In den Gassen standen verschiedene Marktläden und Verkaufsstände. Auf der Höhe der Kreuzgasse befand sich der Ort des städtischen Gerichtes. Die beidseits parallel zur Hauptgasse verlaufenden Nebengassen waren bedeutend schmäler. Zwischen den Gassen wurden zwei Reihen von Hofstätten von 100 × 60 Fuss ausgeschieden, die in einzelne schmale Parzellen aufgeteilt und überbaut wurden. Die Stadt hatte keine Plätze, die öffentlichen Bauten wurden, wie für Zähringergründungen üblich, seitlich errichtet. Unklar ist, ob sich diese erste Stadt vom Graben der Burg Nydegg bis zur heutigen Kreuzgasse, oder bereits bis zum Zytglogge erstreckte.
In der 1. Hälfte des 13. Jahrhunderts entstanden die Brunn- und die Herrengasse sowie die erste Holzbrücke über die Aare bei der Nydegg. Die Ufersiedlung am Fuss der Burg wurde befestigt, die Stadtkirche am gleichen Ort, wo die erste Kirche stand und heute das Münster steht, durch einen dreischiffigen Bau ersetzt. Unter dem Schutz der Savoyer erfolgte von 1255 bis 1260 eine Erweiterung des Stadtgebiets bis zum Käfigturm. Die letzte mittelalterliche Stadtvergrösserung erfolgte von 1344 bis 1346. Die stark befestigte äussere Neustadt zwischen Käfigturm und Christoffelturm wurde von sechs Längsachsen durchzogen. Von 1395 an wurden die Strassen der Stadt Bern gepflästert. Nach dem Stadtbrand von 1405 wurden die zuvor meist aus Holz errichteten Häuser als Fachwerk- oder Steinhäuser, häufig aus Ostermundiger Sandstein mit den bis heute typischen Lauben gebaut. Mit dem Bau des Rathauses wurde 1406 begonnen, mit dem des Münsters 1421. Der Machtzuwachs der Stadt Bern führte nicht zu einer Vergrösserung des Stadtgebietes, sondern lediglich zu einer baulichen Verdichtung. Während des Dreissigjährigen Krieges wurden 1622 bis 1634 die Kleine und die Grosse Schanze als weitere Befestigungsanlagen errichtet, doch der entstandene Raumgewinn wurde kaum genutzt, stattdessen verdichtete sich die Besiedelung des bestehenden Stadtgebiets weiter. 1641 bis 1644 wurde der Käfigturm neu errichtet, 1682 die Hochschule. 1711 bis 1715 entstand das Kornhaus, das die Versorgung der Bevölkerung in schlechten Zeiten sichern sollte. Seit der Reformation oblag die Kranken- und Armenpflege der Stadt; 1724 wurde das nach einem Brand neu erbaute Inselspital am Ort, wo heute das Bundeshaus Ost steht, eröffnet, mit dem Bau des Grossen Spitals, des heutigen Burgerspitals, dem bedeutendsten Barockbau Berns, wurde 1732 begonnen. 1757 wurde das städtische Knabenwaisenhaus, die heutige städtische Polizeikaserne und 1765 das Mädchenwaisenhaus erstellt.
Die Neu- und Umbauten des 17. und 18. Jahrhunderts zeugen vom Wohlstand des Staates und der Patrizierfamilien. Die Stadt sollte zum Monument und Abbild der Republik werden. Mit strengen Baubestimmungen wurde das einheitliche Erscheinungsbild der Stadt geschaffen, die Goethe 1779 folgendermassen beschrieb: «sie ist die schönste die wir gesehen haben in Bürgerlicher Gleichheit eins wie das andere gebaut, all aus einem graulichen weichen Sandstein, die egalitaet und Reinlichkeit drinne thut einem sehr wohl, besonders da man fühlt, dass nichts leere Decoration oder Durchschnitt des Despotismus ist, die Gebäude die der Stand Bern selbst aufführt sind gros und kostbar doch haben sie keinen Anschein von Pracht der eins vor dem andern in die Augen würfe […]»
Während des 19. Jahrhunderts begann die Stadt über die Aarehalbinsel hinauszuwachsen, zuerst nur gegen Westen, besonders als in den 1830er Jahren die Stadtmauern und Schanzen fielen, und das Länggassquartier entstand. Hatte Bern bisher nur eine einzige Brücke, die Untertorbrücke, so wurde nun der Bau von Brücken notwendig. Die erste, die Nydeggbrücke, die die Hauptebene der Altstadt mit dem gegenüberliegenden Aareufer verbindet, wurde 1844 fertiggestellt. Sie diente hauptsächlich dem Verkehr und löste noch keine grössere Bautätigkeit aus. Als mit dem Bau einer Eisenbahnbrücke (der sogenannten Roten Brücke), die 1858 fertiggestellt wurde, die Eisenbahn bis zum heutigen Hauptbahnhof geführt wurde, entstand das Lorrainequartier, wo hauptsächlich Arbeiterwohnungen gebaut wurden. Ende des 19. Jahrhunderts begann eine Phase der Stadtvergrösserung, die bis heute anhält. Bedingung dafür war die Erstellung von Brücken, die Kirchenfeldbrücke im Osten wurde 1881 bis 1883, die Kornhausbrücke 1895 bis 1898 erstellt. Die wohlhabenden Bewohner verliessen die Altstadt, in der neue Arbeiterviertel entstanden. Nach der Fertigstellung der Kirchenfeldbrücke wurde das Kirchenfeld zum bevorzugten Quartier der Vermögenden, und die ausländischen Vertretungen liessen sich dort nieder.
Nach der Wahl Berns zur Bundesstadt, wurde die Erstellung der Parlaments- und Regierungsgebäude notwendig. Als erstes wurde das sog. Bundesrathaus, das heutige Bundeshaus West, für dessen Bau und Unterhalt die Stadt Bern verantwortlich war, nach einem Entwurf des Berner Architekten Friedrich Studer 1852 bis 1857 im Neurenaissancestil errichtet. Es genügte den Platzbedürfnissen der Bundesbehörden schon bald nicht mehr und wurde durch das spiegelbildliche Bundeshaus Ost 1884 bis 1892 ergänzt und 1894 bis 1902 durch das neue, bedeutend prunkvollere Parlamentsgebäude (Architekt: Hans Auer) zum dreiteiligen Gebäudekomplex erweitert.
Gleichzeitig war das Volkshaus fertiggestellt worden, dessen bedeutende innere Ausstattung dem Umbau zu einem Hotel in den 1980er Jahren zum Opfer fiel.
Die Bautätigkeit des 20. Jahrhunderts hat das Stadtbild mit den Bauten der 1960er Jahre in Bahnhofsnähe geprägt, das neue Bauen ist in Bern dagegen nur mit einigen Bauten vertreten. Zu Beginn des 21. Jahrhunderts wurde der renovierte und nach den Plänen des Atelier 5 umgestaltete Berner Bahnhof 2003 neu eröffnet, 2005 das von Renzo Piano entworfene Zentrum Paul Klee am Stadtrand eingeweiht, 2008 zur Fussball-Europameisterschaft 2008 erhielt der Bahnhofplatz ein neues Aussehen und im gleichen Jahr wurde auch das nach den Plänen von Daniel Libeskind gebaute Einkaufs- und Freizeitzentrum Bern-Brünnen namens «Westside» am westlichen Stadtrand den Konsumenten übergeben.

## Münzwesen

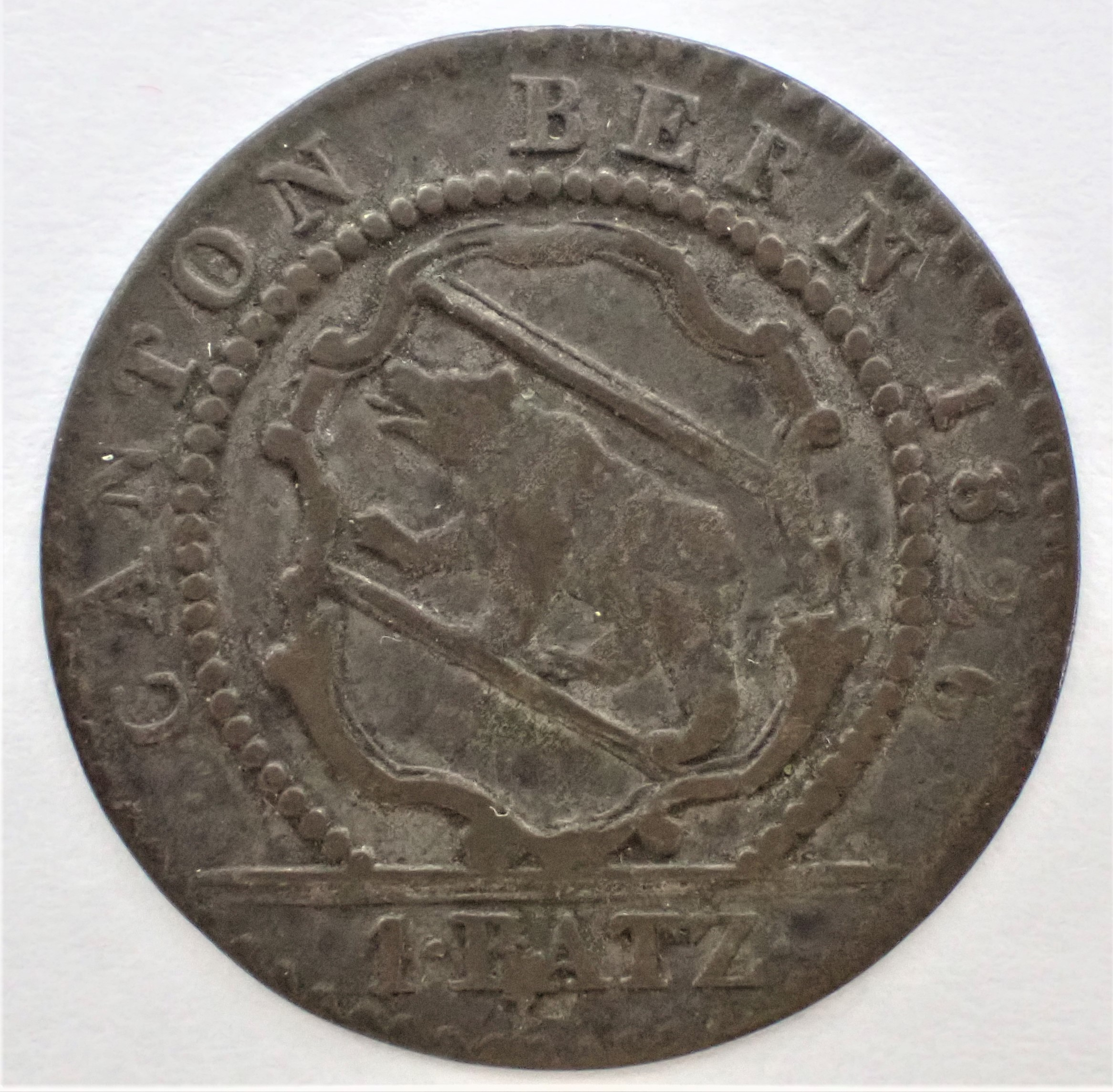
Konkordatsbatzen des Kanton Bern von 1826

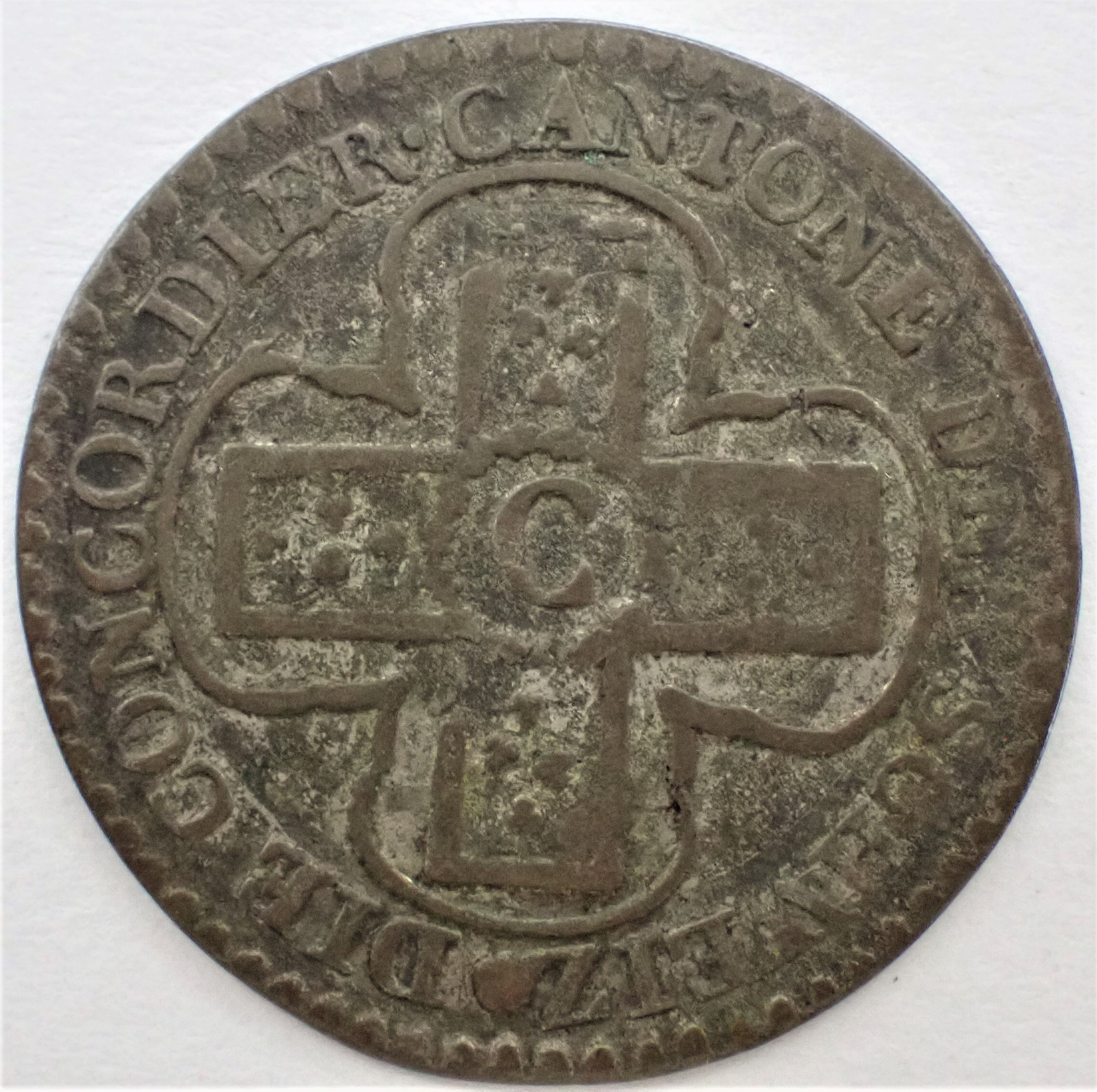
Rückseite Konkordatsbatzen Kanton Bern, 1826

Die ersten Münzen der Stadt Bern wurden um 1225 geprägt. In den Archivalien werden insbesondere die Bernerpfennige erwähnt, die den Handel mit Savoyen und den westlichen Nachbarn ermöglichen sollten. Später wurden auch Plapparte geprägt, von denen 24 Stück einem rheinischen Gulden entsprachen. Ab 1482 folgten die ersten großen Groschen Dicken, in den deutschen Gebieten auch Pfundner genannt. Mit der Münzreform von 1492 wurde der Berner Taler, ein Guldiner aus Silber, die Hauptmünze. Die alten Plapparte wurden durch neue ersetzt, die zwei alte Plapparte wert waren und für die sich der Begriff Batzen durchsetzte. Der Fünfer (5 Pfennige) wurde im 16. Jahrhundert durch den Kreuzer ersetzt. Die Berner Münzprägung war sehr umfangreich und deshalb von großem Einfluss auf die Entwicklung der Schweizer Münzgeschichte. Die Prägungen der Stadt Bern endeten im Jahr 1797. Ab 1808 wurden dann die ersten Münzen des Kantons Bern geprägt.